# Categoria de grupos abelianos
Em matemática, a categoria Ab tem os grupos abelianos como objetos e homomorfismos de grupos como morfismos. Este é o protótipo de uma categoria abeliana.
Os monomorfismos em Ab são os homomorfismos de grupos injetivos, os epimorfismos são os homomorfismos de grupos sobrejectivos, e os isomorfismos são os homomorfismos de grupos bijetivos.
O objeto inicial de Ab é o grupo trivial {0} o qual consiste somente de seus elementos neutros.
Note-se que Ab é uma categoria plena de Grp, a categoria de todos os grupos. A principal diferença entre Ab e Grp é que a soma de dois homomorfismos f e g entre grupos abelianos é novamente um homomorfismo de grupo:
(f+g)(x+y) = f(x+y) + g(x+y) = f(x) + f(y) + g(x) + g(y)
       = f(x) + g(x) + f(y) + g(y) = (f+g)(x) + (f+g)(y)
A terceira igualdade requer que o grupo seja abeliano. Esta adição de morfismo torna Ab em uma categoria preaditiva, e porque a soma direta de muitos finitamente grupos resulta um biproduto, nós na verdade temos uma categoria aditiva.
Em Ab, a noção de núcleo no sentido da teoria da categoria coincide com núcleo no sentido algébrico, i.e.: o núcleo do morfismo f : A → B é o subgrupo K de A definido por K = {x em A : f(x) = 0}, juntamente com a inclusão do homomorfismo i : K → A. O mesmo é verdadeiro para conúcleos: o conúcleo de f é o grupo quociente C = B/f(A) juntamente com a projeção natural p : B → C. (Note-se uma adicional diferença crucial entre Ab e Grp: em Grp pode acontecer que f(A) não é um subgrupo normal de B, e que portanto o grupo quociente B/f(A) não pode ser formado.) Com estas concretas descrições de núcleos e conúcleos, é bastante fácil verificar que Ab é realmente uma categoria abeliana.